# Vodojem Skorkov
Vodojem ve Skorkově se nachází v lese mezi obcemi Skorkov a Zbinohy v okrese Havlíčkův Brod, v bezprostřední blízkosti dálnice D1. Vede k němu zpevněná cesta ze Skorkova. Od 17. března 2017 je kulturní památkou.

## Historie a popis
Vodojem byl vystavěn zároveň s gravitačním vodovodem pro obec Skorkov v roce 1912, jehož projektantem byl Václav Špitálský. Secesní stavba je částečně zapuštěná pod terén. Slouží k jímání a následné úpravě vody přes vápenné filtry, pocházející z blízkého přírodního vodního zdroje. V 80. letech 20. století plánováno posílení o další vodní zdroj, kde však došlo ke kontaminaci solemi z nedaleké dálnice. Šoupátková komora, která je postavena z cihel a kamene, imituje pevnostní stavbu s vnějším plášťem z bosovaných hrubě opracovaných kamenů. Korunní římsa je lemována zubořezem a nad ní vystupuje atika s pilíři v nárožích, jež jsou kryty betonovými deskami. Objekt je zakryt novodobou pultovou střechou. V interiéru se dochovalo původní ostění dveří. Nad nově osazenými dveřmi se nachází datace výstavby vodojemu. Technická památka je stále plně funkční a slouží svému původnímu účelu. Citlivým architektonickým provedením tvoří v hustě zalesněném terénu esteticky význačnou industriální památku. Kapacita vodojemu činí 10 l/s.